# ماموريليك
ماموريليك (بالجرينلاندية: Maamorilik، وتعني الملاك الأسود)، هوموقع تعديني تابع لبلدية كاسويتسوب شمال غرب جرينلاند. يتميز بإنتاجه للزنك والحديد والرصاص والفضة.